# Diocese de Jerez de la Frontera
A Diocese de Jerez de la Frontera (em latim: Dioecesis Assidonensis-Ierezensis) é uma diocese da Igreja Católica da Espanha, sediada na cidade de Jerez de la Frontera, na província de Cádis, comunidade autónoma de Andaluzia. Faz parte da Arquidiocese de Sevilha. Foi fundada em 3 de março de 1980 pelo Papa João Paulo II. Em 2022 contava com uma população católica de 462 400 fiéis, sendo 85,1% da população total, e tinha 160 paróquias.

## História
Em 3 de março de 1980 o Papa João Paulo II cria a Diocese de Jerez de la Frontera através dos territórios da Diocese de Cádis e Ceuta e da Arquidiocese de Sevilha.

## Lista de bispos
A seguir uma lista de bispos desde a criação da diocese em 1980.
|                                | Nome                           | Período                        | Notas                                                       |
| Bispos de Jerez de la Frontera | Bispos de Jerez de la Frontera | Bispos de Jerez de la Frontera | Bispos de Jerez de la Frontera                              |
| ------------------------------ | ------------------------------ | ------------------------------ | ----------------------------------------------------------- |
| 4º                             | José Rico Pavés                | 2021 - atual                   |                                                             |
| 3º                             | José Mazuelos Pérez            | 2009 - 2020                    | Nomeado bispo das Canárias                                  |
| 2º                             | Juan del Río Martín            | 2000 - 2008                    | Nomeado ordinário militar do Arcebispado Militar da Espanha |
| 1º                             | Rafael Bellido Caro            | 1980 - 2000                    |                                                             |